# Gynoplistia fulviventris
Gynoplistia fulviventris là một loài ruồi trong họ Limoniidae. Chúng phân bố ở miền Australasia.